# Waarderbrug
De Waarderbrug is een ophaalbrug in de Noord-Hollandse stad Haarlem. De brug overspant de rivier het Spaarne en verbindt Haarlem-Noord met het Bedrijventerrein Waarderpolder in Haarlem-Oost met elkaar.
De brug ligt in het verlengde van Transvaalstraat en de Industrieweg. Aan de westoever landt de brug aan op de Spaarndamseweg. De brug heeft in gesloten toestand een doorvaarthoogte van 2 meter.

## Ontwerp
De brug heeft een rijbaan waar beide rijrichtingen, door middel van een verkeersregelinstallatie (VRI) beurtelijks gebruik van maken, hierdoor heeft de brug voor gemotoriseerd verkeer een beperkte capaciteit. In 2009 opende iets noordelijker de Schoterbrug om de uitsluiting van Haarlem-Noord en de Warderpolder, binnen het project Oostweg, te verbeteren. Verder beschikt de brug per rijrichting over een fietsstrook aan beide zijdes van de brug. Aan de zuidzijde is ook een voetpad aanwezig.

## Geschiedenis

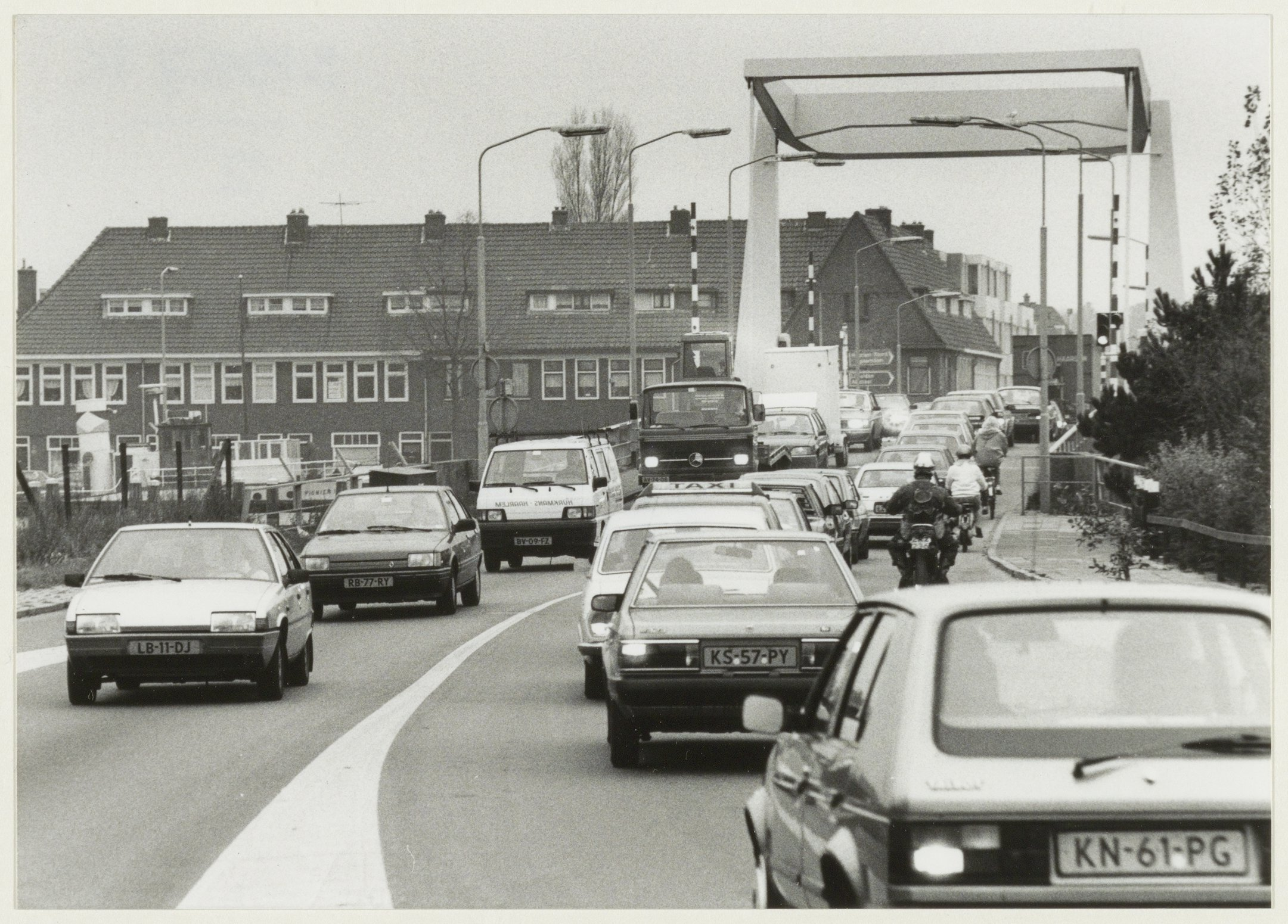
De Waarderbrug in 1989 met oude verkeerssituatie

Vanaf 1957 voer er ter plaatse een veerpont vanaf de Transvaalstraat naar de overkant. Het besluit tot bouw van de brug werd in november 1968 genomen. De bouw was mogelijk omdat de financiering rond kwam middels een bijdrage uit het bedrijfsleven. Er gingen toen stemmen op de brug te vernoemen naar Wim van Liemt; wethouder van Openbare Werken in Haarlem. Hij had zich ingespannen voor deze brug. Er werd gebouwd tussen april 1969 en mei 1970. De brug werd dan ook gebouwd onder de naam Van Liemtbrug. Ze werd op 23 mei 1970 geopend door burgemeester Leonard de Gou. De brug kreeg uiteindelijk de officiële naam Waarderbrug. In 1976 bij het afscheid van Van Liemt kreeg ze wel de officieuze naam Van Liemtbrug terug, maar officieel werd die nooit bekrachtigd.
De brug zou na oplevering van de Schoterbrug in 2009 gesloopt worden; de buurt was het daar niet mee eens. De brug werd daarop behouden en gerenoveerd.